# Receptor d'acetilcolina

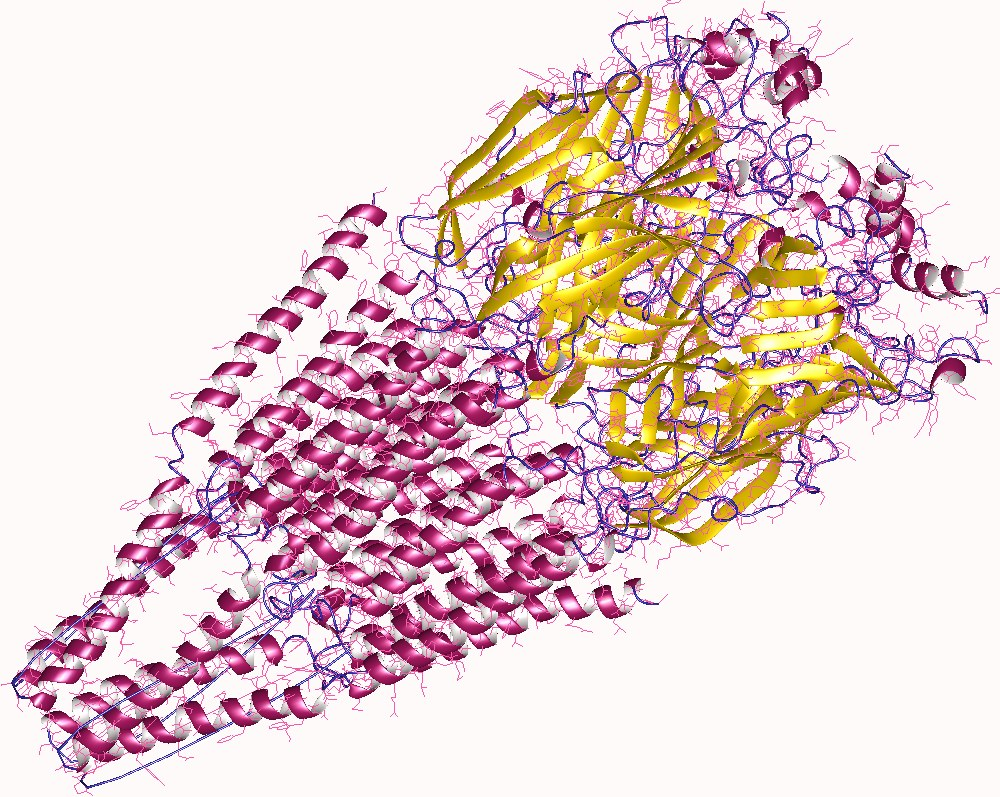
Receptor d'acetilcolina (nicotinic) heteropentamer, Torpedo marmorata.

Estructura molecular de l'acetilcolina.

Un receptor d'acetilcolina (AChR) és una proteïna integral de membrana que respon a la unió del neurotransmissor acetilcolina. Es troba principalment en les terminacions neuromusculars i tant en el sistema nerviós central com en el perifèric.

## Característiques
El receptor de l'acetilcolina és una proteïna composta per cinc subunitats, anomenades alfa (dues d'elles), beta, gamma i delta (α, α, β, y δ respectivament).
Les miofibrilles s'acoblen al sarcoplasma per unitats motrius GAP ubicades a la perifèria del sarcoplasma.

## Classificació
Com la resta dels receptors transmembrana, el receptor de l'acetilcolina es classifica segons la seva farmacologia, per l'afinitat i sensibilitat a diferents molècules.
- Receptor nicotínic (nAChR, anomenat també receptor d'acetilcolina ionotròpic)[b]
- Receptor muscarínic (mAChR, o receptor d'acetilcolina metabotròpic)[c][2]

## Paper en la salut i la malaltia
Els receptors d'acetilcolina nicotínics poden ser bloquejats pel curare, hexametoni i les toxines present en els verins de les serps i alguns peixos com la α-bungarotoxina. Medicaments com els relaxadors de músculs s'uneixen reversiblement als receptors nicotínics i es fan servir en l'anestèsia.
Els receptors nicotínics són els principals mediadors dels efectes de la nicotina. En la miastènia greu el receptor a NMJ s'activa per anticosssos donant la feblesa als músculs. Els receptors muscarínics poden ser bloquejats per l'atropina i l'escopolamina.